# Remo nos Jogos Olímpicos de Verão de 2008 - Skiff quádruplo masculino

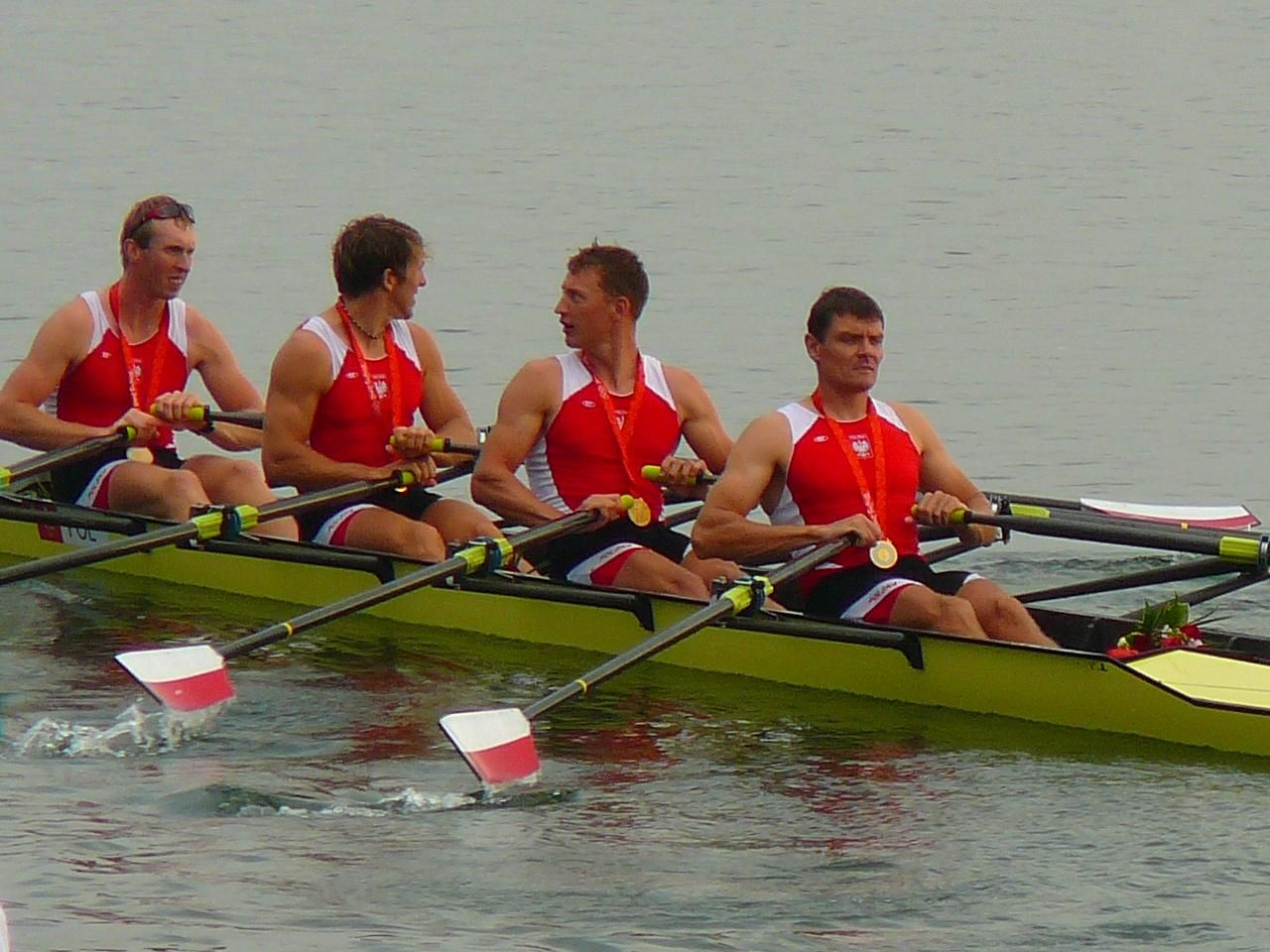
Quarteto polonês conquistou a medalha de ouro.

As competições da classe skiff quádruplo masculino (barcos com quatro tripulantes em que cada um segura duas pás) do remo nos Jogos Olímpicos de Verão de 2008 foram realizadas entre os dias 10 e 17 de agosto. Os eventos foram disputados no Parque Olímpico Shunyi.

## Medalhistas
| Ouro   | POL Konrad Wasielewski, Marek Kolbowicz, Michał Jeliński e Adam Korol     |
| Prata  | ITA Luca Agamennoni, Simone Venier, Rossano Galtarossa e Simone Raineri   |
| Bronze | FRA Jonathan Coeffic, Pierre-Jean Peltier, Julien Bahain e Cédric Berrest |

## Resultados

### Eliminatórias
Regras de classificação: 1-3->SA/B, 4..->R

#### Eliminatória 1
| Pos. | Atletas                                 | País                | Tempo        |      |
| ---- | --------------------------------------- | ------------------- | ------------ | ---- |
| 1    | Morgan, McRae, Long, Noonan             | AUS Austrália       | 5:36.20 (WB) | SA/B |
| 2    | Agamennoni, Venier, Galtarossa, Raineri | ITA Itália          | 5:36.42      | SA/B |
| 3    | Morgachev, Fedorovtsev, Salov, Spinev   | RUS Rússia          | 5:39.18      | SA/B |
| 4    | Taimsoo, Latin, Kuzmin, Raja            | EST Estônia         | 5:42.22      | R    |
| 5    | Vitasek, Dolecek, Hanak, Jirka          | CZE República Checa | 6:00.98      | R    |

#### Eliminatória 2
| Pos. | Atletas                                    | País             | Tempo   |      |
| ---- | ------------------------------------------ | ---------------- | ------- | ---- |
| 1    | Wasielewski, Kolbowicz, Jeliński, Korol    | POL Polônia      | 5:38.76 | SA/B |
| 2    | Coeffic, Peltier, Bahain, Berrest          | FRA França       | 5:41.75 | SA/B |
| 3    | Lemiashkevich, Novikau, Shurmei, Radzevich | BLR Bielorrússia | 5:43.73 | SA/B |
| 4    | Cascaret, Concepcion, Fournier, Hernandez  | CUB Cuba         | 5:44.68 | R    |

#### Eliminatória 3
| Pos. | Atletas                                   | País               | Tempo   |      |
| ---- | ----------------------------------------- | ------------------ | ------- | ---- |
| 1    | Gryn, Pavlovskyi, Lykov, Biloushchenko    | UKR Ucrânia        | 5:40.11 | SA/B |
| 2    | Krüger, Bertram, Gruhne, Schreiber        | GER Alemanha       | 5:43.48 | SA/B |
| 3    | Hughes, Stitt, Schroeder, Gault           | USA Estados Unidos | 5:45.77 | SA/B |
| 4    | Zupanc, Jer. Jurse, Jan. Jurse, Fistravec | SLO Eslovênia      | 5:57.02 | R    |

### Repescagem
Regras de classificação: 1-3->SA/B
| Pos. | Atletas                                   | País                | Tempo   |      |
| ---- | ----------------------------------------- | ------------------- | ------- | ---- |
| 1    | Taimsoo, Latin, Kuzmin, Raja              | EST Estônia         | 6:01.46 | SA/B |
| 2    | Cascaret, Concepcion, Fournier, Hernandez | CUB Cuba            | 6:03.56 | SA/B |
| 3    | Vitasek, Dolecek, Hanak, Jirka            | CZE República Checa | 6:04.95 | SA/B |
| 4    | Zupanc, Jer. Jurse, Jan. Jurse, Fistravec | SLO Eslovênia       | 6:12.64 |      |

### Semifinais A/B
Regras de classificação: 1-3->FA, 4..->FB

#### Semifinal A/B 1
| Pos. | Atletas                                    | País                | Tempo   |    |
| ---- | ------------------------------------------ | ------------------- | ------- | -- |
| 1    | Wasielewski, Kolbowicz, Jeliński, Korol    | POL Polônia         | 5:51.29 | FA |
| 2    | Morgan, McRae, Long, Noonan                | AUS Austrália       | 5:52.93 | FA |
| 3    | Krüger, Bertram, Gruhne, Schreiber         | GER Alemanha        | 5:53.56 | FA |
| 4    | Vitasek, Dolecek, Hanak, Jirka             | CZE República Checa | 5:56.38 | FB |
| 5    | Morgachev, Fedorovtsev, Salov, Spinev      | RUS Rússia          | 5:59.56 | FB |
| 6    | Lemiashkevich, Novikau, Shurmei, Radzevich | BLR Bielorrússia    | 6:06.80 | FB |

#### Semifinal A/B 2
| Pos. | Atletas                                   | País               | Tempo   |    |
| ---- | ----------------------------------------- | ------------------ | ------- | -- |
| 1    | Agamennoni, Venier, Galtarossa, Raineri   | ITA Itália         | 5:51.20 | FA |
| 2    | Hughes, Stitt, Schroeder, Gault           | USA Estados Unidos | 5:52.81 | FA |
| 3    | Coeffic, Peltier, Bahain, Berrest         | FRA França         | 5:53.04 | FA |
| 4    | Taimsoo, Latin, Kuzmin, Raja              | EST Estônia        | 5:54.57 | FB |
| 5    | Gryn, Pavlovskyi, Lykov, Biloushchenko    | UKR Ucrânia        | 6:03.71 | FB |
| 6    | Cascaret, Concepcion, Fournier, Hernandez | CUB Cuba           | 6:04.99 | FB |

### Finais

#### Final B
| Pos. | Atletas                                    | País                | Tempo   |
| ---- | ------------------------------------------ | ------------------- | ------- |
| 1    | Morgachev, Fedorovtsev, Salov, Spinev      | RUS Rússia          | 5:46.17 |
| 2    | Gryn, Pavlovskyi, Lykov, Biloushchenko     | UKR Ucrânia         | 5:47.89 |
| 3    | Taimsoo, Latin, Kuzmin, Raja               | EST Estônia         | 5:48.12 |
| 4    | Vitasek, Dolecek, Hanak, Jirka             | CZE República Checa | 5:50.07 |
| 5    | Lemiashkevich, Novikau, Shurmei, Radzevich | BLR Bielorrússia    | 5:50.74 |
| 6    | Cascaret, Concepcion, Fournier, Hernandez  | CUB Cuba            | 5:52.66 |

#### Final A
| Pos. | Atletas                                 | País               | Tempo   |
| ---- | --------------------------------------- | ------------------ | ------- |
|      | Wasielewski, Kolbowicz, Jeliński, Korol | POL Polônia        | 5:41.33 |
|      | Agamennoni, Venier, Galtarossa, Raineri | ITA Itália         | 5:43.57 |
|      | Coeffic, Peltier, Bahain, Berrest       | FRA França         | 5:44.34 |
| 4    | Morgan, McRae, Long, Noonan             | AUS Austrália      | 5:44.68 |
| 5    | Hughes, Stitt, Schroeder, Gault         | USA Estados Unidos | 5:47.64 |
| 6    | Krüger, Bertram, Gruhne, Schreiber      | GER Alemanha       | 5:50.96 |

Legenda
| Recorde mundial      | Recorde mundial (World record)               |                       | Recorde africano                      | Recorde africano (African) |                                           | Q | Classificado por posição (Qualified) |
| Recorde olímpico     | Recorde olímpico (Olympic record)            | Recorde da América    | Recorde da América (Americas)         | q                          | Classificado por melhor tempo (Qualified) |   |                                      |
| Melhor marca do ano  | Melhor marca do ano (World leading)          | Recorde asiático      | Recorde asiático (Asian)              | DNS                        | Não largou (Did not start)                |   |                                      |
| Recorde nacional     | Recorde nacional (National record)           | Recorde europeu       | Recorde europeu (European)            | DNF                        | Não terminou (Did not finish)             |   |                                      |
| Recorde pessoal      | Recorde pessoal do atleta (Personal best)    | Recorde da Oceania    | Recorde da Oceania (Oceania)          | DSQ / DQ                   | Desclassificado (Disqualified)            |   |                                      |
| Recorde da temporada | Recorde da temporada do atleta (Season best) | Recorde sul-americano | Recorde sul-americano (South America) | NM                         | Sem marca (No mark)                       |   |                                      |

### Remo
| S | Classificado(a) para as semifinais |    |                        | FA | Final A (disputa de medalhas) |  |  | FD | Final D (sem medalhas) |
| Q | Classificado(a) para as quartas    | FB | Final B (sem medalhas) | FE | Final E (sem medalhas)        |  |  |    |                        |
| R | Classificado(a) para a repescagem  | FC | Final C (sem medalhas) | FF | Final F (sem medalhas)        |  |  |    |                        |